# Malcolm Forbes

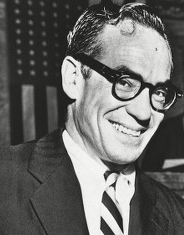
Malcolm Forbes

Malcolm Stevenson Forbes (New York, 19 augustus 1919 – Far Hills, 24 februari 1990) was de uitgever van Forbes magazine, opgericht door zijn vader B.C. Forbes en later geleid door zijn zoon Steve Forbes.

## Opleiding
Forbes groeide op in Brooklyn. Hij studeerde af aan Princeton University, waar hij geld doneerde voor het Forbes College, een van de zes colleges aan de universiteit.

## Carrière
Na zich met politiek beziggehouden te hebben, onder andere in de senaat van New Jersey van 1951 tot 1957 en als kandidaat voor gouverneur van New Jersey, richtte hij zich tegen 1957, drie jaar na de dood van zijn vader, volledig op het tijdschrift, en na de dood van zijn broer in 1964 kreeg hij de gehele zeggenschap over het bedrijf.
Onder zijn leiderschap groeide het tijdschrift gestaag.
Malcolm Forbes was legendarisch door zijn uitbundige levensstijl, zijn privé Capitalist Tool Boeing 727 trijet, steeds grotere Highlander jachten, een grote kunstcollectie, een aanzienlijke verzameling Harley-Davidson-motoren, zijn Franse kasteel (bij Bayeux), zijn collectie speciaal gevormde heteluchtballonnen en historische documenten, en ook door zijn overdadige verjaardagsfeesten. Daarbij was hij in het midden van de jaren tachtig een vaste klant in New Yorks beroemde Cat Club, waar hij lokale talenten steunde, en zowel belangrijke als gewone mensen gelijk behandelde.
Hij koos het Palais Mendoub (dat hij in 1970 van de Marokkaanse regering had gekocht) in Tanger uit om zijn 70e verjaardag te vieren. Hij charterde een Boeing 747, een DC-8 en een Concorde om de rijken der aarde vanuit New York en Londen over te vliegen, wat hem een geschatte 2,5 miljoen dollar kostte. Onder de gasten waren Elizabeth Taylor (die als gastvrouw optrad), Gianni Agnelli, Robert Maxwell, Barbara Walters, Henry Kissinger, een half dozijn gouverneurs, en de CEO's van veel multinationals die weleens in zijn blad zouden kunnen adverteren.

## Overlijden
Hij overleed in 1990 op 70-jarige leeftijd in zijn huis in Far Hills (New Jersey) aan een hartaanval.

## Nalatenschap
De negen Fabergé-eieren die hij verzameld had, zouden in april 2004 door Sotheby's geveild worden, met een geschatte opbrengst van 10 miljoen dollar per stuk. Maar de Russische oliemagnaat en kunstverzamelaar Victor Vekselberg kwam in februari overeen de hele collectie voor 100 miljoen dollar te kopen. Na zijn dood werd bekend dat Forbes biseksueel was geweest.
- Bibliothèque nationale de France: cb12821592b (data)
- CiNii: DA07935423
- Gemeinsame Normdatei: 118854097
- International Standard Name Identifier: 0000 0001 1905 0567
- Library of Congress Control Number: n83161773
- Bibliotheek van het Japanse parlement: 00466594
- Nationale bibliotheek van Australië: 35929032
- Nationale Bibliotheek van Israël: 987007425195805171
- Nederlandse Thesaurus van Auteursnamen: 072311762
- SNAC: w6nc68gc
- Système universitaire de documentation: 079899706
- Trove: 1150215
- Union List of Artist Names: 500317811
- Virtual International Authority File: 113526859
- WorldCat: E39PBJhhqwwyRY4dqmt9YgbKh3